# Шерлок (телесеріал)
«Ше́рлок» (англ. «Sherlock») — британський мінісеріал компанії «Гартсвуд Філмс», знятий для телекомпанії BBC One. Сюжет серіалу розгортається навколо Шерлока Холмса, відомого героя творів Артура Конан Дойла, та його товариша доктора Ватсона в сучасному світі.

## Загальні факти
Спочатку була знята «пілотна» серія, роботу над якою закінчили ще в 2009 році. Серія сподобалася замовнику, але попросили «змінити формат». Таким чином серію було виправлено і її частини ввійшли в серіал, хоча сам епізод не показали. В Україні усі чотири сезони серіалу транслювалися каналом 1+1, при чому четвертий сезон — одночасно зі світовою прем'єрою.
Перший сезон серіалу з трьох серій був знятий узимку 2009—2010 в Лондоні та Кардіффі і показаний на телеканалі BBC One влітку 2010. Трисерійний другий сезон був показаний у січні 2012 року. Перший фільм третього сезону був показаний на каналі BBC One та BBC One HD 1 січня 2014 року.

## Сюжет
Сюжет серіалу розгортається навколо Шерлока Холмса, якого вважають генієм дедуктивного методу, і доктора Вотсона. Але все не так, як ми звикли уявляти, читаючи книжки про Шерлока Холмса. Тепер цей геній не просто розгадує загадки, але робить це у XXI столітті і навіть у 2010 році. Тепер записки змінюються на мобільні телефони, мемуари доктора Вотсона на онлайн-блог в інтернеті, а улюблена люлька Холмса на нікотинові пластирі. Але є дещо, що не змінилося. Шерлок розкриває злочини, вирішує головоломки і найголовніше — Холмс намагається розкрити і спіймати злого професора Моріарті, який також показаний у дуже непередбачуваному образі.

## Саундтреки
Саундтрек серіалу, записаний на студії Air в Гемпстеді, написаний Майклом Прайсом і лауреатом премії «Греммі» Девідом Арнольдом, який раніше працював над фільмами про Джеймса Бонда. У записі брала участь і Еос Чатер, яка записувала скрипкові партії Шерлока. Саундтрек до першого сезону випустила 30 січня 2012 компанія Silva Screen, до другого — 27 лютого того ж року. Обидва диска складаються з дев'ятнадцяти композицій.
| Sherlock — Original Television Soundtrack Music From Series One | Sherlock — Original Television Soundtrack Music From Series One | Sherlock — Original Television Soundtrack Music From Series One |
| #                                                               | Назва                                                           | Тривалість                                                      |
| --------------------------------------------------------------- | --------------------------------------------------------------- | --------------------------------------------------------------- |
| 1.                                                              | «Opening Titles»                                                | 0:40                                                            |
| 2.                                                              | «The Game Is On»                                                | 3:40                                                            |
| 3.                                                              | «War»                                                           | 3:19                                                            |
| 4.                                                              | «Pink»                                                          | 3:47                                                            |
| 5.                                                              | «Security Cameras»                                              | 3:02                                                            |
| 6.                                                              | «Pursuit»                                                       | 1:49                                                            |
| 7.                                                              | «Which Bottle?»                                                 | 2:11                                                            |
| 8.                                                              | «Targets»                                                       | 2:26                                                            |
| 9.                                                              | «Library Books»                                                 | 3:19                                                            |
| 10.                                                             | «Number Systems»                                                | 3:01                                                            |
| 11.                                                             | «Light-fingered»                                                | 3:41                                                            |
| 12.                                                             | «Elegy»                                                         | 3:13                                                            |
| 13.                                                             | «Crates Of Books»                                               | 3:03                                                            |
| 14.                                                             | «Sandbag»                                                       | 4:42                                                            |
| 15.                                                             | «On The Move»                                                   | 2:43                                                            |
| 16.                                                             | «Back To Work»                                                  | 3:50                                                            |
| 17.                                                             | «Woman On The Slab»                                             | 2:51                                                            |
| 18.                                                             | «A Man Who Can»                                                 | 3:13                                                            |
| 19.                                                             | «Final Act»                                                     | 3:08                                                            |

| Sherlock — Original Television Soundtrack Music From Series Two | Sherlock — Original Television Soundtrack Music From Series Two | Sherlock — Original Television Soundtrack Music From Series Two |
| #                                                               | Назва                                                           | Тривалість                                                      |
| --------------------------------------------------------------- | --------------------------------------------------------------- | --------------------------------------------------------------- |
| 1.                                                              | «Irene's Theme»                                                 | 0:43                                                            |
| 2.                                                              | «Potential Clients»                                             | 1:58                                                            |
| 3.                                                              | «Status Symbols»                                                | 2:33                                                            |
| 4.                                                              | «The Woman»                                                     | 2:14                                                            |
| 5.                                                              | «Dark Times»                                                    | 2:16                                                            |
| 6.                                                              | «Smoke Alarm»                                                   | 3:01                                                            |
| 7.                                                              | «SHERlocked»                                                    | 3:44                                                            |
| 8.                                                              | «Pursued by a Hound»                                            | 1:46                                                            |
| 9.                                                              | «The Village»                                                   | 2:30                                                            |
| 10.                                                             | «Double Room»                                                   | 2:21                                                            |
| 11.                                                             | «Deeper into Baskerville»                                       | 2:44                                                            |
| 12.                                                             | «To Dartmoor»                                                   | 3:11                                                            |
| 13.                                                             | «The Lab»                                                       | 3:40                                                            |
| 14.                                                             | «Mind Palace and Solution»                                      | 2:05                                                            |
| 15.                                                             | «Grimm Fairy Tales»                                             | 3:12                                                            |
| 16.                                                             | «Deduction and Deception»                                       | 2:45                                                            |
| 17.                                                             | «Prepared to do Anything»                                       | 4:19                                                            |
| 18.                                                             | «Blood on the Pavement»                                         | 2:07                                                            |
| 19.                                                             | «One More Miracle»                                              | 2:08                                                            |

| Sherlock — Original Television Soundtrack Music From Series Three | Sherlock — Original Television Soundtrack Music From Series Three | Sherlock — Original Television Soundtrack Music From Series Three |
| #                                                                 | Назва                                                             | Тривалість                                                        |
| ----------------------------------------------------------------- | ----------------------------------------------------------------- | ----------------------------------------------------------------- |
| 1.                                                                | «How It Was Done»                                                 | 2:44                                                              |
| 2.                                                                | «God Rest His Soul»                                               | 1:43                                                              |
| 3.                                                                | «Floating Dust»                                                   | 3:28                                                              |
| 4.                                                                | «#SherlockLives»                                                  | 2:49                                                              |
| 5.                                                                | «Back To Work»                                                    | 2:57                                                              |
| 6.                                                                | «Vanishing Underground»                                           | 2:28                                                              |
| 7.                                                                | «John Is Quite A Guy»                                             | 4:06                                                              |
| 8.                                                                | «Lazarus»                                                         | 3:36                                                              |
| 9.                                                                | «Lestrade — The Movie»                                            | 3:07                                                              |
| 10.                                                               | «To Battle»                                                       | 4:02                                                              |
| 11.                                                               | «Stag Night»                                                      | 2:15                                                              |
| 12.                                                               | «Mayfly Man»                                                      | 4:17                                                              |
| 13.                                                               | «Major Sholto»                                                    | 2:58                                                              |
| 14.                                                               | «Waltz For John And Mary»                                         | 1:07                                                              |
| 15.                                                               | «Magnussen»                                                       | 3:33                                                              |
| 16.                                                               | «Forwards Or Backwards»                                           | 4:42                                                              |
| 17.                                                               | «Redbeard»                                                        | 2:10                                                              |
| 18.                                                               | «The Lie In Leinster Gardens»                                     | 3:14                                                              |
| 19.                                                               | «Addicted To A Certain Lifestyle»                                 | 3:50                                                              |
| 20.                                                               | «The Problems Of Your Future»                                     | 5:32                                                              |
| 21.                                                               | «Appledore»                                                       | 3:38                                                              |
| 22.                                                               | «The East Wind»                                                   | 4:00                                                              |
| 23.                                                               | «End Titles»                                                      | 0:50                                                              |

| "Sherlock: The Abominable Bride Soundtrack" | "Sherlock: The Abominable Bride Soundtrack" | "Sherlock: The Abominable Bride Soundtrack" | "Sherlock: The Abominable Bride Soundtrack" |
| #                                           | Назва                                       | Автор                                       | Тривалість                                  |
| ------------------------------------------- | ------------------------------------------- | ------------------------------------------- | ------------------------------------------- |
| 1.                                          | «Second Afghan War»                         | David Arnold & Michael Price                | 2:00                                        |
| 2.                                          | «Opening Titles»                            | David Arnold & Michael Price                | 0:41                                        |
| 3.                                          | «Shooting Spree»                            | David Arnold & Michael Price                | 3:18                                        |
| 4.                                          | «Mr Hooper»                                 | David Arnold & Michael Price                | 1:56                                        |
| 5.                                          | «Signing»                                   | David Arnold & Michael Price                | 2:09                                        |
| 6.                                          | «The Maze»                                  | David Arnold & Michael Price                | 2:24                                        |
| 7.                                          | «Broken Window»                             | David Arnold & Michael Price                | 3:06                                        |
| 8.                                          | «Cuttings»                                  | David Arnold & Michael Price                | 3:53                                        |
| 9.                                          | «Unveiling the Bride»                       | . David Arnold & Michael Price              | 3:00                                        |
| 10.                                         | «- All the Women»                           | David Arnold & Michael Price                | [2:36]                                      |
| 11.                                         | «Two of Us»                                 | David Arnold & Michael Price -              | [2:35]                                      |

## В ролях
| Персонаж          | Актор               | Актор дубляжу     |
| ----------------- | ------------------- | ----------------- |
| Шерлок Голмс      | Бенедикт Камбербетч | Андрій Бурлуцький |
| Доктор Вотсон     | Мартін Фріман       | Андрій Твердак    |
| Мері Вотсон       | Аманда Аббінгтон    | Олена Узлюк       |
| місіс Гадсон      | Уна Стаббс          | Ірина Дорошенко   |
| інспектор Лестрад | Руперт Ґрейвз       | Олег Лепенець     |
| Майкрофт Голмс    | Марк Ґетісс         | Євген Пашин       |
| Джим Моріарті     | Ендрю Скотт         | Павло Скороходько |
| Еврус Голмс       | Сіан Брук           | Олена Яблучна     |
| Моллі Гупер       | Луїза Брілі         | Юлія Перенчук     |
| Калвертон Сміт    | Тобі Джонс          | Андрій Альохін    |
| Ірен Адлер        | Лара Пулвер         | Ольга Радчук      |

Весь серіал професійно дубльований на замовлення телеканалу «1+1»
В дубляжі також брали участь: Юрій Висоцький, Олександр Завальський, Лідія Муращенко, Максим Кондратюк, Михайло Тишин, Олесь Гімбаржевський, Олександр Погребняк, Анатолій Зіновенко, Дмитро Завадський, Ярослав Чорненький та інші.

## Список епізодів
Було знято чотири сезони серіалу, кожен складається з трьох епізодів. Також між третім і четвертим сезонами було показано спеціальний епізод серіалу.

## Нагороди і номінації
| Рік  | Нагорода                                        | Категорія                                                                 | Лауреат чи номінант                                                                 | Результат |
| ---- | ----------------------------------------------- | ------------------------------------------------------------------------- | ----------------------------------------------------------------------------------- | --------- |
| 2010 | Премія «Супутник»                               | Найкращий мінісеріал чи телевізійний фільм                                | Найкращий мінісеріал чи телевізійний фільм                                          | Перемога  |
| 2010 | Премія «Супутник»                               | Найкраща чоловіча роль (драма)                                            | Бенедикт Камбербетч                                                                 | Номінація |
| 2010 | Премія Пібоді                                   | Найкраща розважальна програма                                             | Епізод «Етюд у рожевих тонах»                                                       | Перемога  |
| 2010 | Королівське телевізійне товариство              | Найкращий оригінальний саундтрек — вступні титри                          | Майкл Прайс, Девід Арнольд                                                          | Перемога  |
| 2010 | Королівське телевізійне товариство              | Найкращий монтаж (драма)                                                  | Чарлі Філіпс                                                                        | Перемога  |
| 2010 | Королівське телевізійне товариство              | Найкращий оригінальний саундтрек                                          | Майкл Прайс, Девід Арнольд                                                          | Номінація |
| 2010 | Королівське телевізійне товариство              | Найкраща операторська робота                                              | Стів Люїс                                                                           | Номінація |
| 2011 | Гільдія сценаристів Великої Британії            | Найкращий телевізійний короткометражний серіал                            | Найкращий телевізійний короткометражний серіал                                      | Номінація |
| 2011 | Британський клуб теле- та радіоіндустрії        | Найкраща телепередача року (драма)                                        | Найкраща телепередача року (драма)                                                  | Номінація |
| 2011 | Асоціація телевізійних критиків                 | Найкращий телесеріал, мінісеріал чи інший формат                          | Найкращий телесеріал, мінісеріал чи інший формат                                    | Перемога  |
| 2011 | TV Quick Award                                  | Найкращий новий серіал (драма)                                            | Найкращий новий серіал (драма)                                                      | Перемога  |
| 2011 | TV Quick Award                                  | Найкращий актор                                                           | Бенедикт Камбербетч                                                                 | Номінація |
| 2011 | Королівське телевізійне товариство              | Найкращий драматичний серіал                                              | Найкращий драматичний серіал                                                        | Перемога  |
| 2011 | Prix Europa                                     | Найкращий телесеріал                                                      | епізод «Етюд у рожевих тонах»                                                       | Номінація |
| 2011 | Національна телевізійна премія                  | Найкращий драматичний серіал                                              | Найкращий драматичний серіал                                                        | Номінація |
| 2011 | Національна телевізійна премія                  | Найкращий актор в драматичному серіалі                                    | Бенедикт Камбербетч                                                                 | Номінація |
| 2011 | Еммі                                            | Найкраща музична композиція в мінісеріалі, телефільмі чи в іншому форматі | епізод «Етюд у рожевих тонах», Девід Арнольд, Майкл Прайс                           | Номінація |
| 2011 | Еммі                                            | Найкращий монтаж мінісеріалу чи телефільму, знятого на одну камеру        | епізод «Етюд у рожевих тонах», Чарлі Філіпс                                         | Номінація |
| 2011 | Еммі                                            | Найкращі візуальні ефекти в мінісеріалі, телесеріалі чи в іншому форматі  | Джеймс Д. Етерінгтон, Дені Харграйвс                                                | Номінація |
| 2011 | Еммі                                            | Найкращий сценарій мінісеріалу чи телефільму (драма)                      | Епізод «Етюд у рожевих тонах», Стівен Моффат                                        | Номінація |
| 2011 | Гільдія преси Великої Британії                  | Найкращий актор                                                           | Бенедикт Камбербетч                                                                 | Перемога  |
| 2011 | Гільдія преси Великої Британії                  | Найкращий драматичний серіал                                              | Найкращий драматичний серіал                                                        | Номінація |
| 2011 | Гільдія преси Великої Британії                  | Нагорода сценаристів                                                      | Стівен Моффат, Марк Гатісс, Стів Томпсон                                            | Номінація |
| 2011 | Міжнародний телевізійний фестиваль в Банфф      | Найкращий серіал що продовжується                                         | Найкращий серіал що продовжується                                                   | Перемога  |
| 2011 | БАФТА Уельс                                     | Найкращий звук                                                            | Епізод «Велика гра», Джеремі Чайлд, Джон Муні, Даг Сінклар                          | Номінація |
| 2011 | БАФТА Уельс                                     | Найкращий телесеріал (драма)                                              | епізод «Етюд у рожевих тонах», Сью Вертью                                           | Перемога  |
| 2011 | БАФТА Уельс                                     | Найкраща робота художника-постановника                                    | епізод «Етюд у рожевих тонах», Еруел Джонс                                          | Перемога  |
| 2011 | БАФТА Уельс                                     | Найкраща робота перукаря та гримера                                       | епізод «Велика гра», Чарлі Прітчард                                                 | Перемога  |
| 2011 | БАФТА Уельс                                     | Найкраща режисерська робота                                               | епізод «Сліпий банкір», Еврос Лін                                                   | Перемога  |
| 2011 | БАФТА Уельс                                     | Найкраща операторська робота                                              | епізод «Етюд у рожевих тонах», Стів Лоус                                            | Перемога  |
| 2011 | БАФТА                                           | Найкращий драматичний серіал                                              | Найкращий драматичний серіал                                                        | Перемога  |
| 2011 | БАФТА                                           | Найкращий монтаж                                                          | епізод «Етюд у рожевих тонах», Чарлі Філіпс                                         | Перемога  |
| 2011 | БАФТА                                           | Найкращий актор другого плану                                             | Мартін Фрімен                                                                       | Перемога  |
| 2011 | БАФТА                                           | Найкращий актор                                                           | Бенедикт Камбербетч                                                                 | Номінація |
| 2011 | БАФТА                                           | Найкраща режисерська робота                                               | епізод «Етюд у рожевих тонах», Пол Макгиган                                         | Номінація |
| 2011 | БАФТА                                           | Найкраща оригінальна музика                                               | епізод «Етюд у рожевих тонах», Девід Арнольд, Майкл Прайс                           | Номінація |
| 2011 | БАФТА                                           | Найкраща робота художника-постановника                                    | епізод «Етюд у рожевих тонах», Еруел Джонс                                          | Номінація |
| 2011 | БАФТА                                           | Нагорода глядачів YouTube                                                 | Нагорода глядачів YouTube                                                           | Номінація |
| 2011 | Премія «Сатурн»                                 | Найкраще телевізійне подання                                              | Найкраще телевізійне подання                                                        | Номінація |
| 2011 | Единбурзький міжнародний телевізійний фестиваль | Нагорода Arqiva найкращій телепередачі                                    | Нагорода Arqiva найкращій телепередачі                                              | Номінація |
| 2011 | Единбурзький міжнародний телевізійний фестиваль | Спеціальна премія The Network & Fast Track                                | Спеціальна премія The Network & Fast Track                                          | Номінація |
| 2012 | БАФТА Craft Awards                              | Найкращий сценарій                                                        | епізод «Скандал у Белгравії», Стівен Моффат                                         | Перемога  |
| 2012 | БАФТА Craft Awards                              | Найкращий звук                                                            | епізод «Скандал у Белгравії», Джон Муні, Джеремі Чайлд, Говард Баргроф, Даг Сінклар | Перемога  |
| 2012 | БАФТА Craft Awards                              | Найкращий монтаж                                                          | епізод «Скандал у Белгравії», Чарлі Філіпс                                          | Перемога  |
| 2012 | БАФТА                                           | Найкращий актор                                                           | Бенедикт Камбербетч                                                                 | Номінація |
| 2012 | БАФТА                                           | Найкращий актор другого плану                                             | Мартін Фрімен                                                                       | Номінація |
| 2012 | БАФТА                                           | Найкращий актор другого плану                                             | Ендрю Скотт                                                                         | Перемога  |
| 2012 | БАФТА                                           | Нагорода глядачів YouTube                                                 | Нагорода глядачів YouTube                                                           | Номінація |
| 2012 | Вибір телевізійних критиків                     | Найкращий телефільм чи мінісеріал                                         | Найкращий телефільм чи мінісеріал                                                   | Перемога  |
| 2012 | Вибір телевізійних критиків                     | Найкращий актор в телефільмі чи мінісеріалі                               | Бенедикт Камбербетч                                                                 | Перемога  |
| 2012 | Вибір телевізійних критиків                     | Найкраща акторка в телефільмі чи мінісеріалі                              | Лара Пулвер                                                                         | Номінація |
| 2012 | South Bank Sky Arts Awards                      | Найкращий драматичний телесеріал                                          | Найкращий драматичний телесеріал                                                    | Перемога  |
| 2012 | Асоціація телевізійних критиків                 | Найкращий телесеріал, мінісеріал чи інший формат                          | Найкращий телесеріал, мінісеріал чи інший формат                                    | Номінація |
| 2012 | Единбурзький міжнародний телевізійний фестиваль | Нагорода Arqiva найкращій телепередачі                                    | Нагорода Arqiva найкращій телепередачі                                              | Перемога  |
| 2012 | Еммі                                            | Найкращий мінісеріал чи телефільм                                         | Найкращий мінісеріал чи телефільм                                                   | Номінація |
| 2012 | Еммі                                            | Найкраща чоловіча роль в мінісеріалі чи фільмі                            | Бенедикт Камбербетч                                                                 | Номінація |
| 2012 | Еммі                                            | Найкраща чоловіча роль другого плану в мінісеріалі чи фільмі              | Мартін Фрімен                                                                       | Номінація |
| 2012 | Еммі                                            | Найкраща режисерська робота мінісеріала чи телефільму                     | епізод «Скандал у Белгравії», Пол Макгіган                                          | Номінація |
| 2012 | Еммі                                            | Найкращий сценарій в мінісеріалі чи телефільмі                            | епізод «Скандал у Белгравії», Стівен Моффат                                         | Номінація |
| 2012 | Еммі                                            | Найкращий підбір акторів для мінісеріалу чи телефільму                    | епізод «Скандал у Белгравії», Кейт Роудс Джеймс                                     | Номінація |
| 2012 | Еммі                                            | Найкраща операторська робота в мінісеріалі чи телефільмі                  | Фабіан Вагнер, епізод «Скандал у Белгравії»                                         | Номінація |
| 2012 | Еммі                                            | Найкраща робота художника-постановника в мінісеріалі чи телефільмі        | епізод «Скандал у Белгравії», Арвел Він Джонс                                       | Номінація |
| 2012 | Еммі                                            | Найкращий монтаж мінісеріалу чи телефільму, знятого на одну камеру        | епізод «Скандал у Белгравії», Чарлі Філіпс                                          | Номінація |
| 2012 | Еммі                                            | Найкращі костюми в мінісеріалі чи телефільмі                              | епізод «Скандал у Белгравії», Сара Артур, Сері Волфорд                              | Номінація |
| 2012 | Еммі                                            | Найкращий мікс звуку в мінісеріалі чи телефільмі                          | епізод «Скандал у Белгравії», Говард Баргроф                                        | Номінація |
| 2012 | Еммі                                            | Найкращий монтаж звуку в мінісеріалі чи телефільмі                        | епізод «Скандал у Белгравії», Джеремі Чайлд                                         | Номінація |
| 2012 | Еммі                                            | Найкраща музична композиція в мінісеріалі чи телефільмі                   | епізод «Скандал у Белгравії», Девід Арнольд, Майкл Прайс                            | Номінація |
| 2012 | Сеульська міжнародна премія драми               | Приз «Срібна пташка» за найкращий мінісеріал                              | 2 сезон                                                                             | Перемога  |
| 2014 | Сеульська міжнародна премія драми               | Народний вибір за найпопулярнішу іноземну драму року                      | 3 сезон                                                                             | Перемога  |

## Цікаві факти
- Спеціально для цього серіалу в інтернеті були створені «Блог доктора Ватсона»[16] і «Наука дедукції»[17], які декілька разів згадуються в серіалі.
- Шерлок Холмс називає себе «консультуючим» детективом, а не приватним.
- В другій серії першого сезону серед купки книг можна побачити роман письменника Дена Брауна «Втрачений символ».
- В третій серії того ж сезону показується логотип автомобільної фірми «Janus Cars», при цьому перші букви обох слів відображені особливо яскраво, з чого виходять ініціали «J C» — «Jesus Christ».